# Smerinthus kindermanni
Smerinthus kindermanni är en fjärilsart som beskrevs av Lederer 1852. Smerinthus kindermanni ingår i släktet Smerinthus och familjen svärmare. Inga underarter finns listade i Catalogue of Life.